# Église Saint-Lambert de Groot-Overlaar
L'église Saint-Lambert (Sint-Lambertuskerk en néerlandais) est une église de style pré-roman, roman et gothique située sur le territoire de Groot-Overlaar, village de la ville belge de Tirlemont, dans la province du Brabant flamand.
Sa nef est un des rares monuments préroman de Belgique.

## Localisation
L'église se dresse le long de la portion de la route nationale N221 appelée Groot-Overlaar, qui va de Tirlemont à Hoegaarden, de part et d'autre de laquelle est réparti le village du même nom.

## Historique

### Construction
L'église Saint-Lambert de Groot-Overlaar est une des plus anciennes églises du pays.
Elle résulte de plusieurs campagnes de construction allant du Xe siècle au XXe siècle,,,, :
- la nef est pré-romane et date du Xe siècle ;
- le chœur roman a été élevé au XIIe siècle ;
- le clocher-tour carré date environ de l'an 1200 mais sa tourelle a été ajoutée au XVIe siècle
- la sacristie orientée au sud-est a été érigée au XVIIe siècle ;
- le XXe siècle a ajouté le portail néo-roman et la sacristie située au nord-ouest.

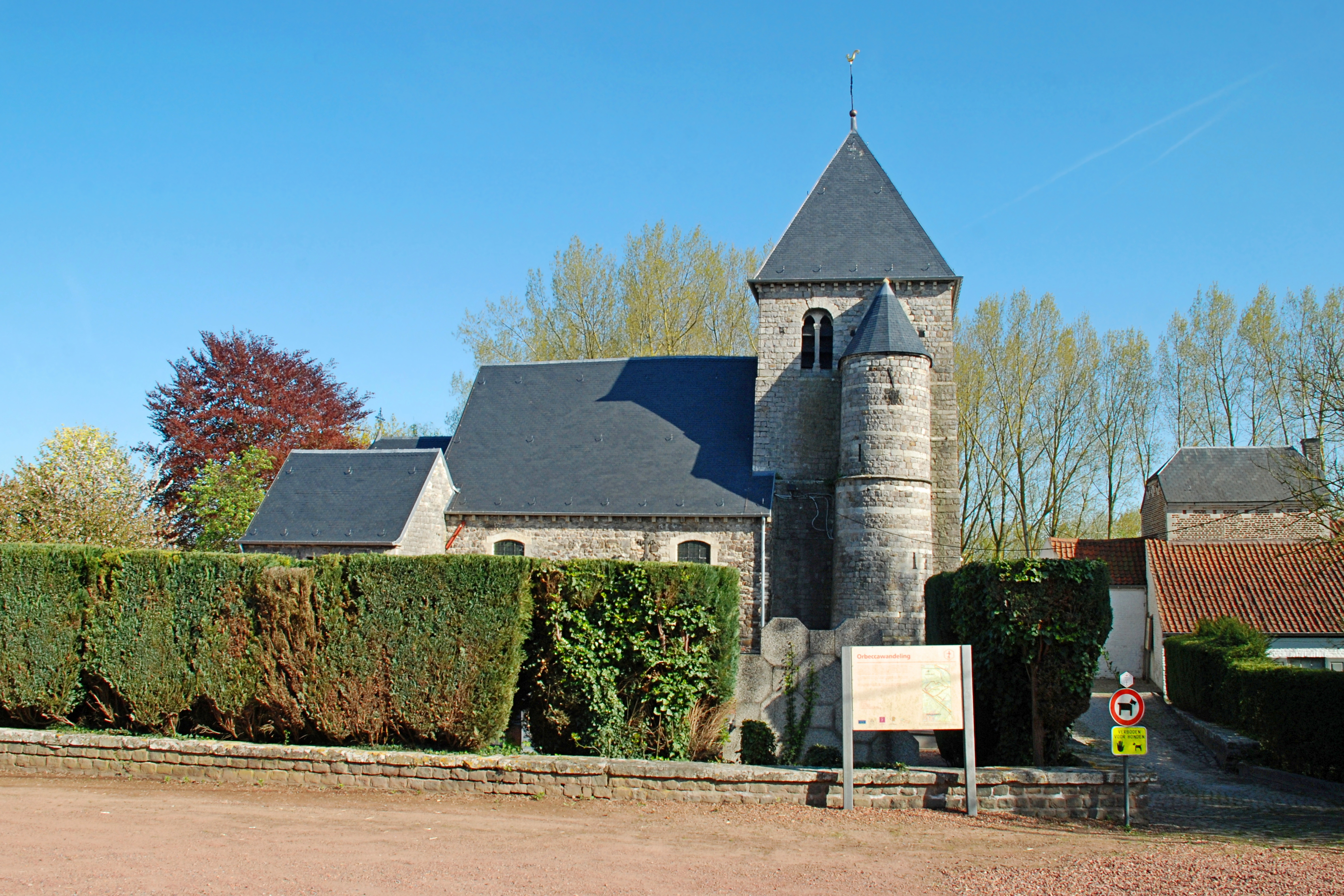
L'église vue depuis le parking.
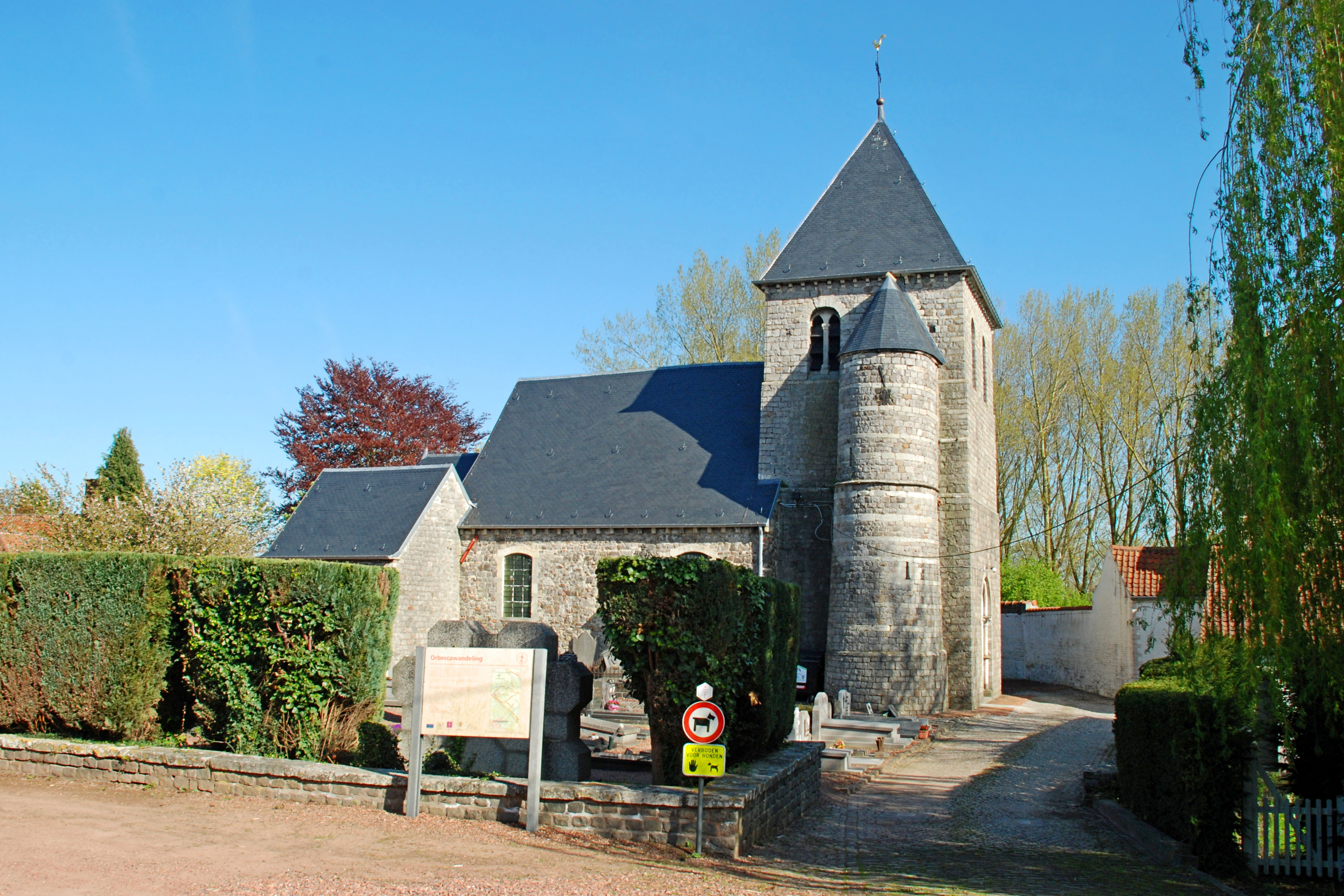
L'église vue depuis la rue.

### Restaurations
La tour et la tourelle sont fortement restaurées au XXe siècle,.
Une nouvelle campagne de restauration est entamée en 2015. Durant la première phase (avril 2015 - mars 2016), les toitures sont refaites et le coq qui surmonte la flèche est doté de deux capsules temporelles destinées aux générations futures : la première contient un message manuscrit de la fabrique d'église et un message de la Ville de Tirlemont, tandis que la deuxième contient un message philosophique secret du père abbé de l'Abbaye de Tongerlo, Jeroen De Cuyper.
Les pré-études pour le deuxième phase de restauration ont lieu en 2016, avec comme objectif de donner, à terme, un caractère multifonctionnel à l'église, de façon à combiner célébrations chrétiennes et événements socio-culturels.

### Classement
L'église fait l'objet depuis le 4 novembre 1976 d'un classement comme monument historique de la Région flamande sous la référence 43083 tandis que l'orgue qu'elle abrite est classé depuis le 12 octobre 1981.

## Architecture

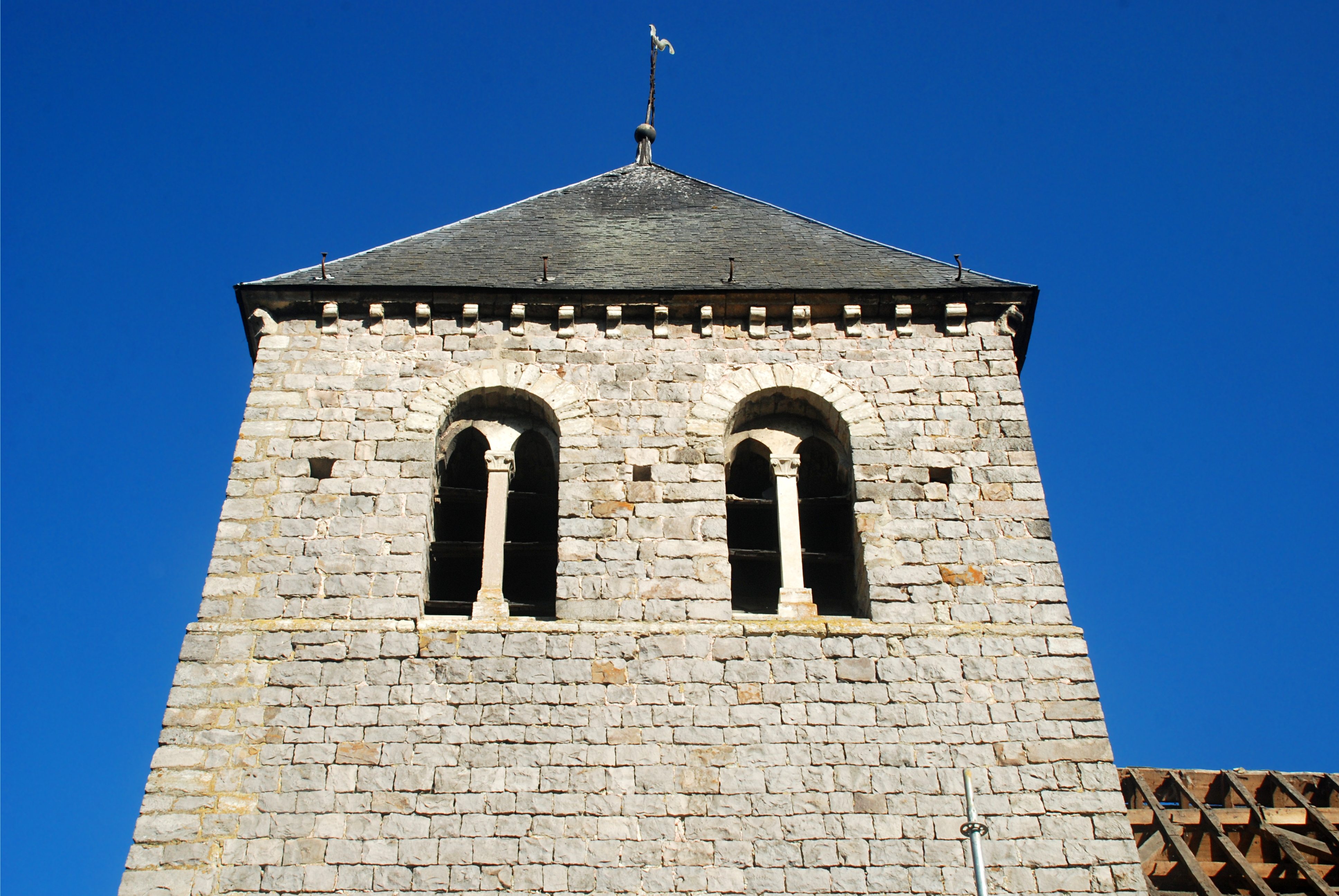
Les baies géminées de la tour.

### Architecture extérieure
L'église, édifiée en pierre de Gobertange et en quartzite, et couverte d'ardoises, n'est pas « orientée » au sens strict du terme car le chevet est dirigé vers le nord-est et non vers l'est.

#### La tour et la tourelle
La silhouette de l'édifice est dominée par la massive tour carrée de style de transition roman-gothique, située en façade, qui date des environs de 1200. Édifiée en moellons assemblés en moyen appareil régulier, avec des cordons de pierre plus claire, la tour est percée d'un portail néo-roman,, à encadrement de pierre bleue dont les colonnes se prolongent en un arc torique (boudin) qui orne l'archivolte à double voussure. Le dernier niveau de la tour est percé sur chaque face de deux baies cintrées contenant chacune deux baies campanaires de style ogival séparées par une colonnette carrée à chapiteau. La tour est couronnée par une corniche largement débordante supportée par des modillons à copeau de pierre blanche, et par une flèche pyramidale couverte d'ardoises.
Accolée à la tour se dresse une tourelle d'escalier ajoutée au XVIe siècle. Cette tourelle possède un fort soubassement et deux niveaux, séparés par un cordon de pierre. Sa maçonnerie de moellons est rythmée par des bandes de pierre blanche et percée de meurtrières en pierre de Gobertange.

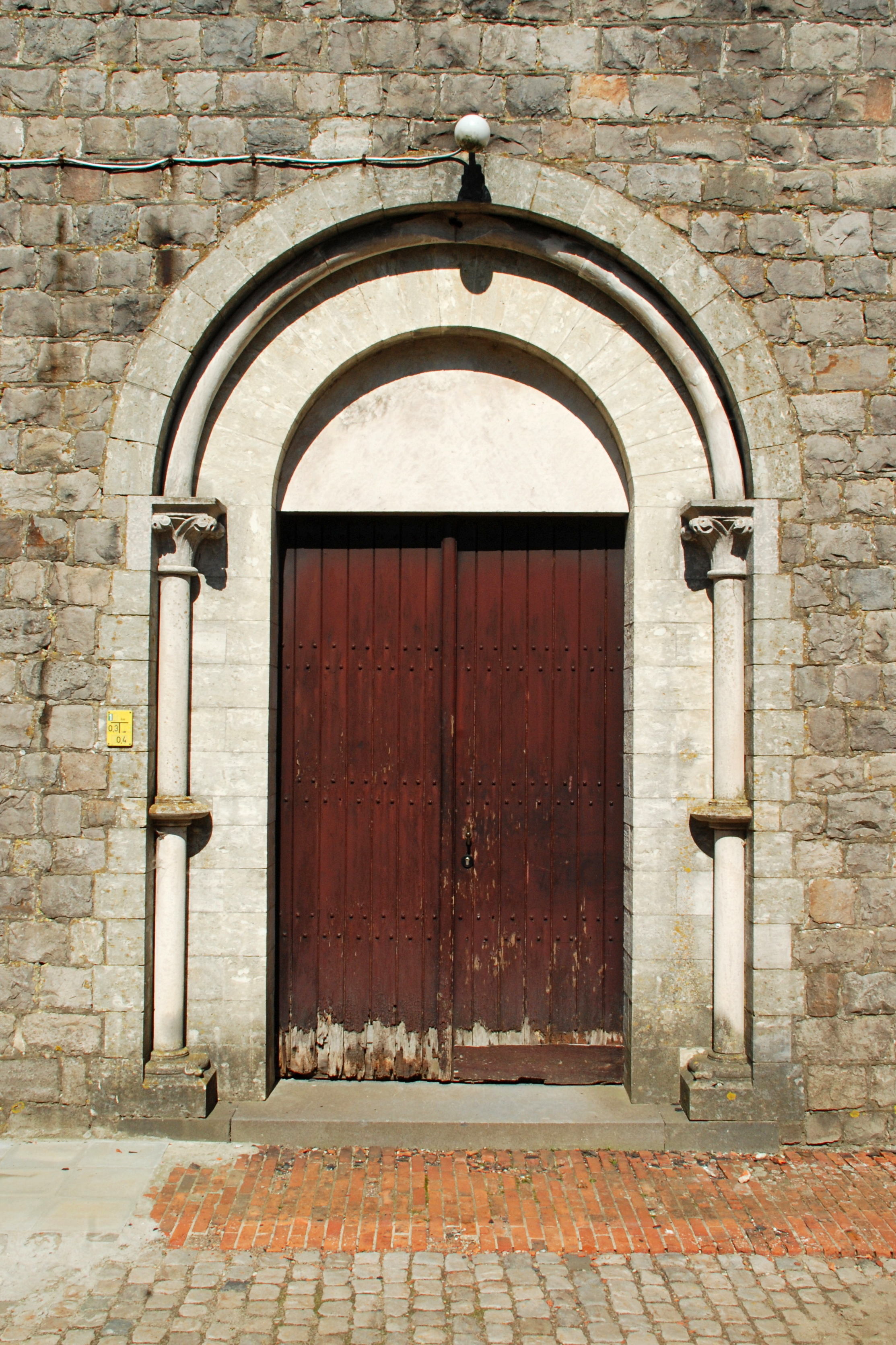
Le portail néo-roman.
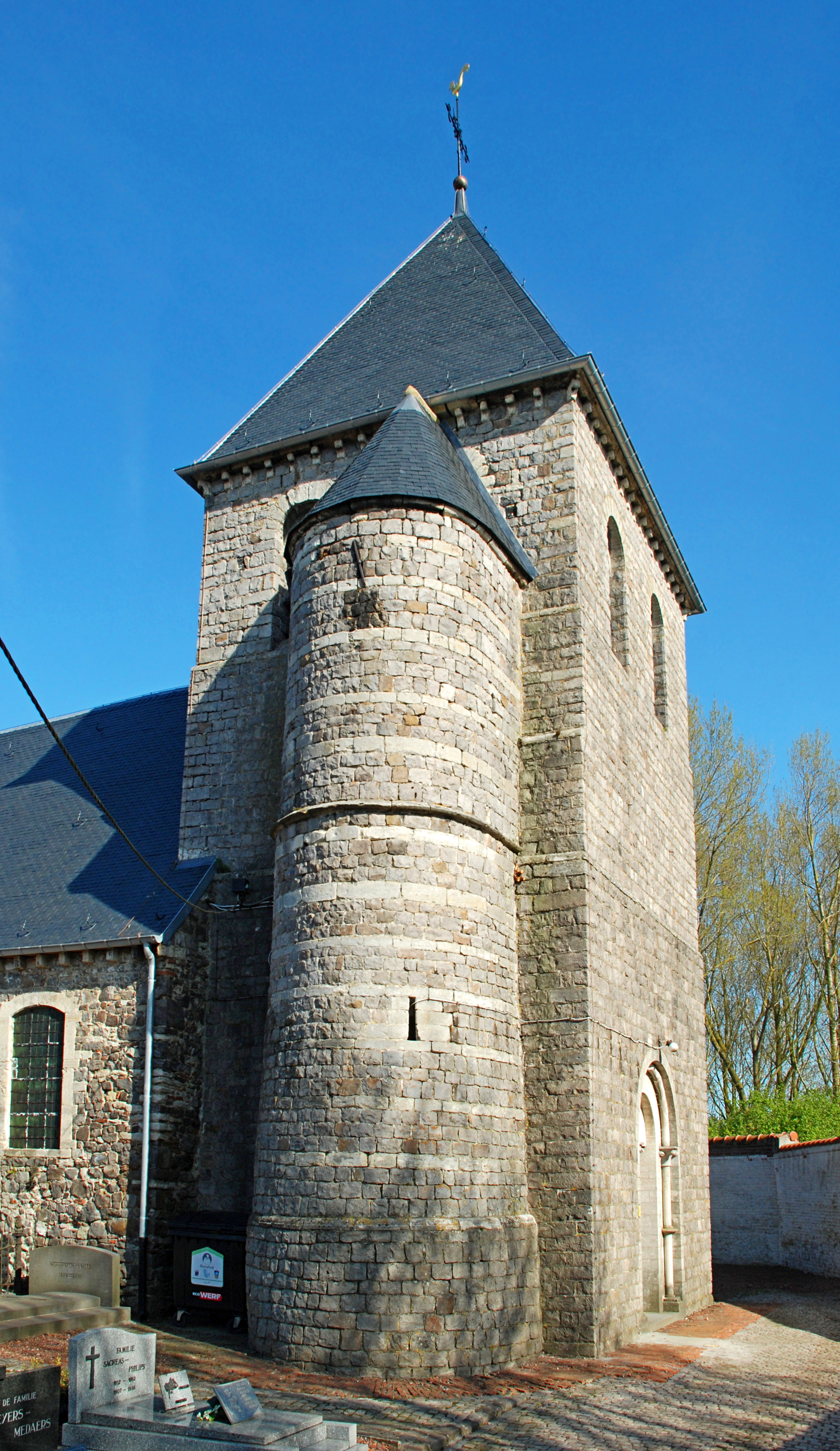
La tour et sa tourelle.
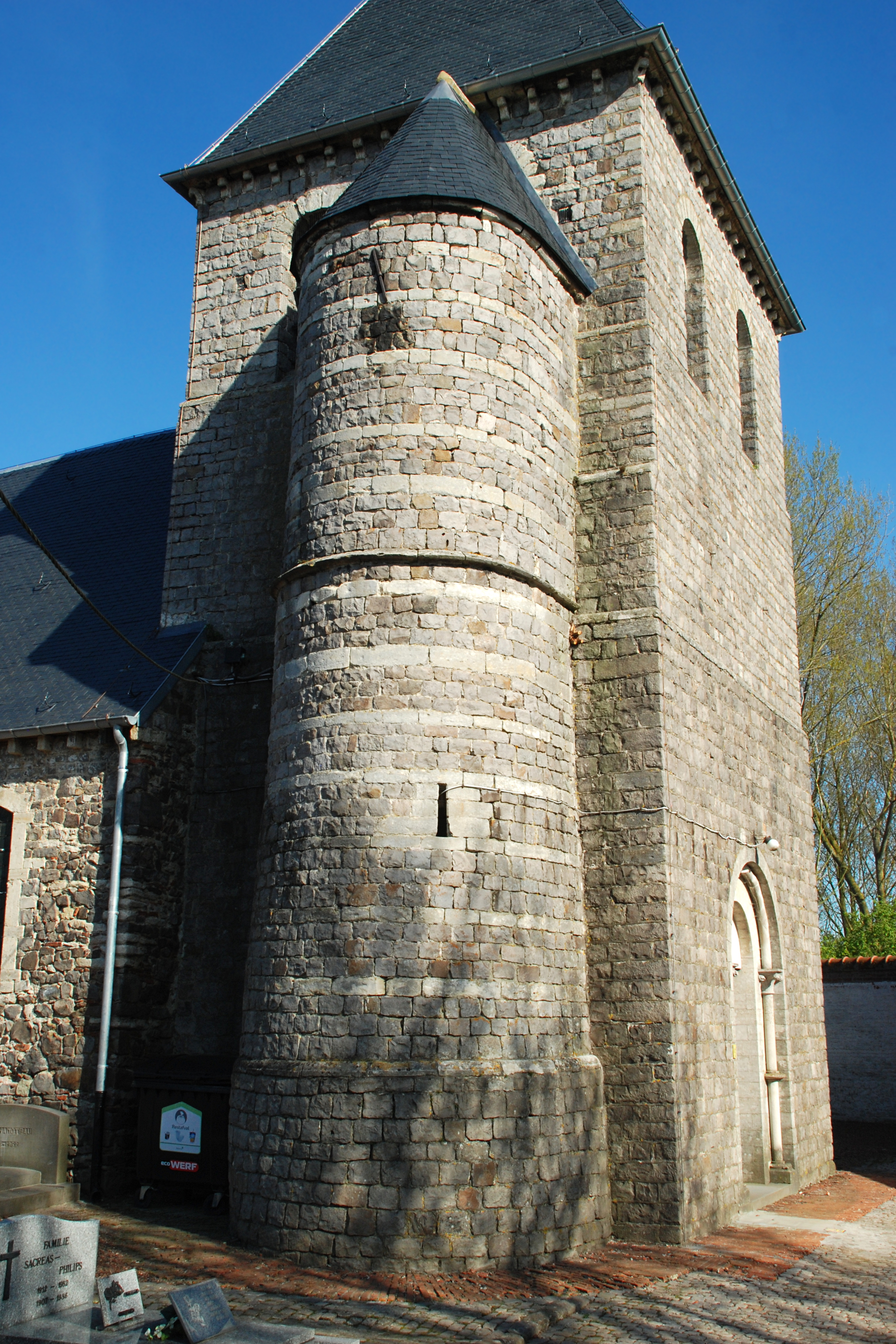
La tourelle.
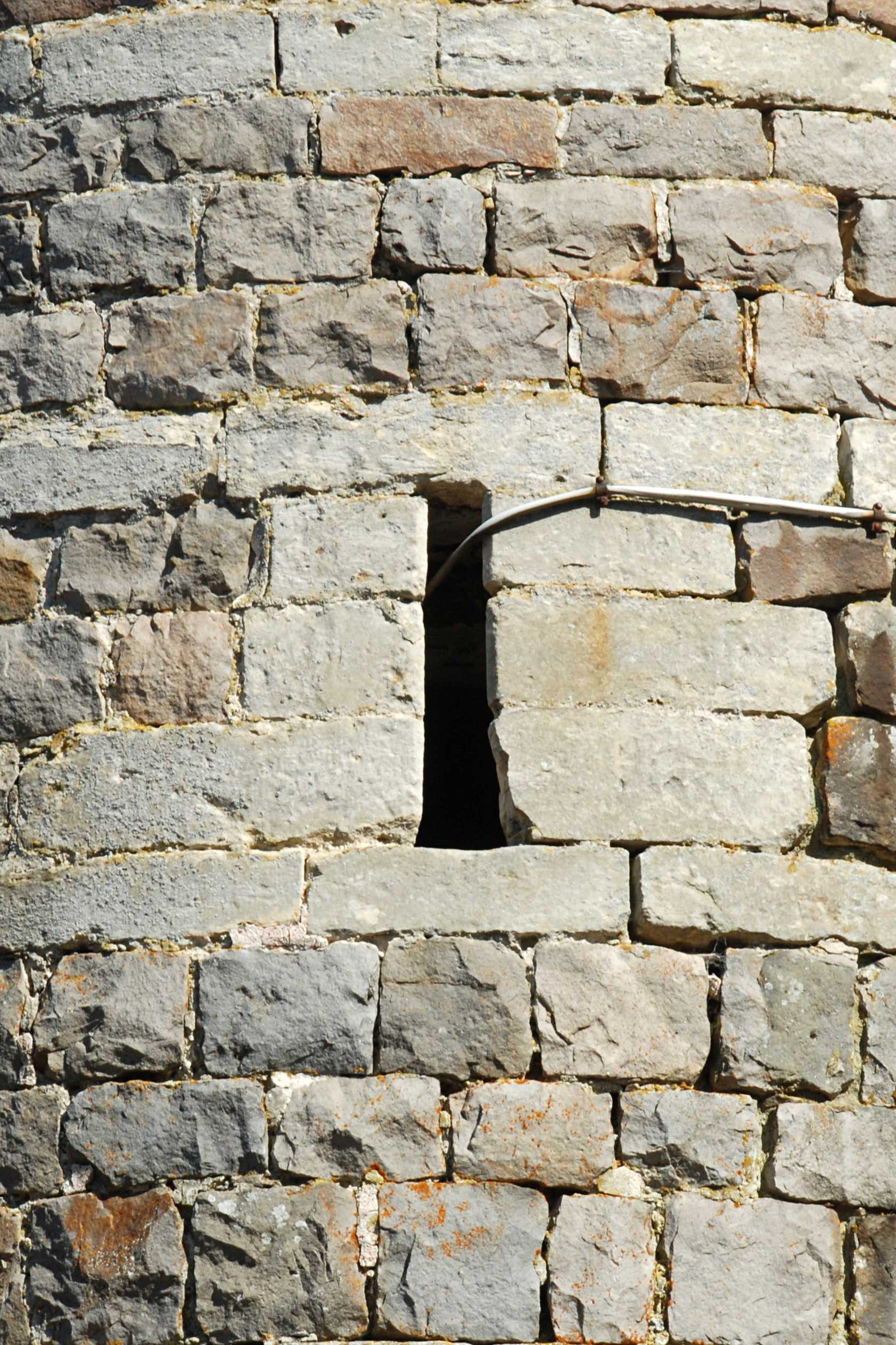
Meurtrière de la tourelle.

#### La nef et le chevet
La nef préromane, plus large que la tour, est édifiée en moellons de quartzite assemblés en appareil très grossier, avec un important remploi de matériaux romains,.
Chacune des façades de la nef est percée de deux baies de style classique en pierre de Gobertange dont les piédroits à quadruple harpe supportent un arc surbaissé sans clé d'arc. Ces fenêtres ont été percées au XVIe siècle au sud et au XVIIIe siècle au nord,.
Le chevet de style roman lombard est constitué d'une travée de chœur et d'une abside unique ornée de bandes lombardes composées d'arcades groupées par trois alternant avec des lésènes en pierre blanche. La travée de chœur est percée d'un fenêtre cintrée tandis que l'abside possède une fenêtre axiale en plein cintre murée.

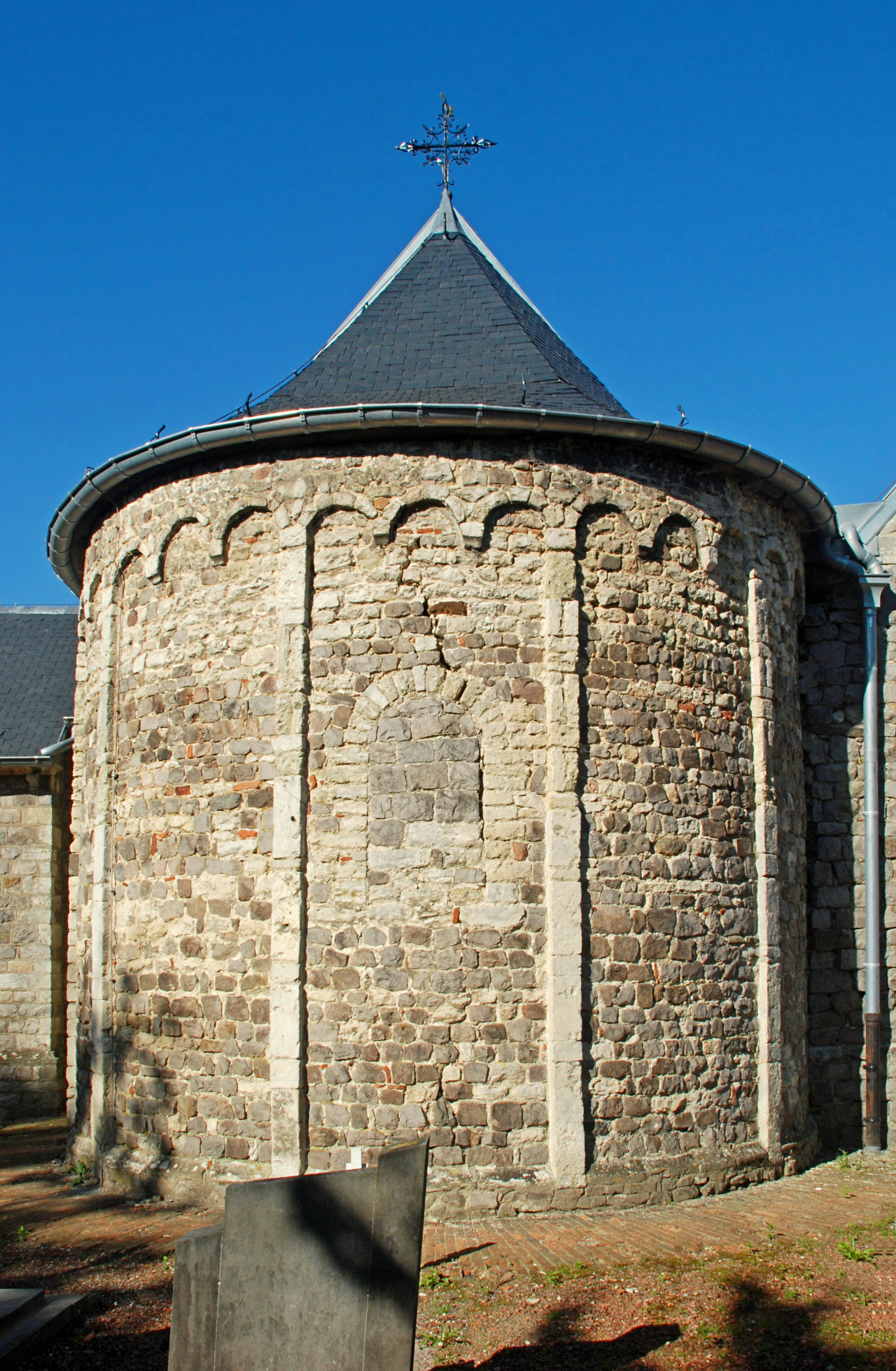
Le chevet roman lombard.
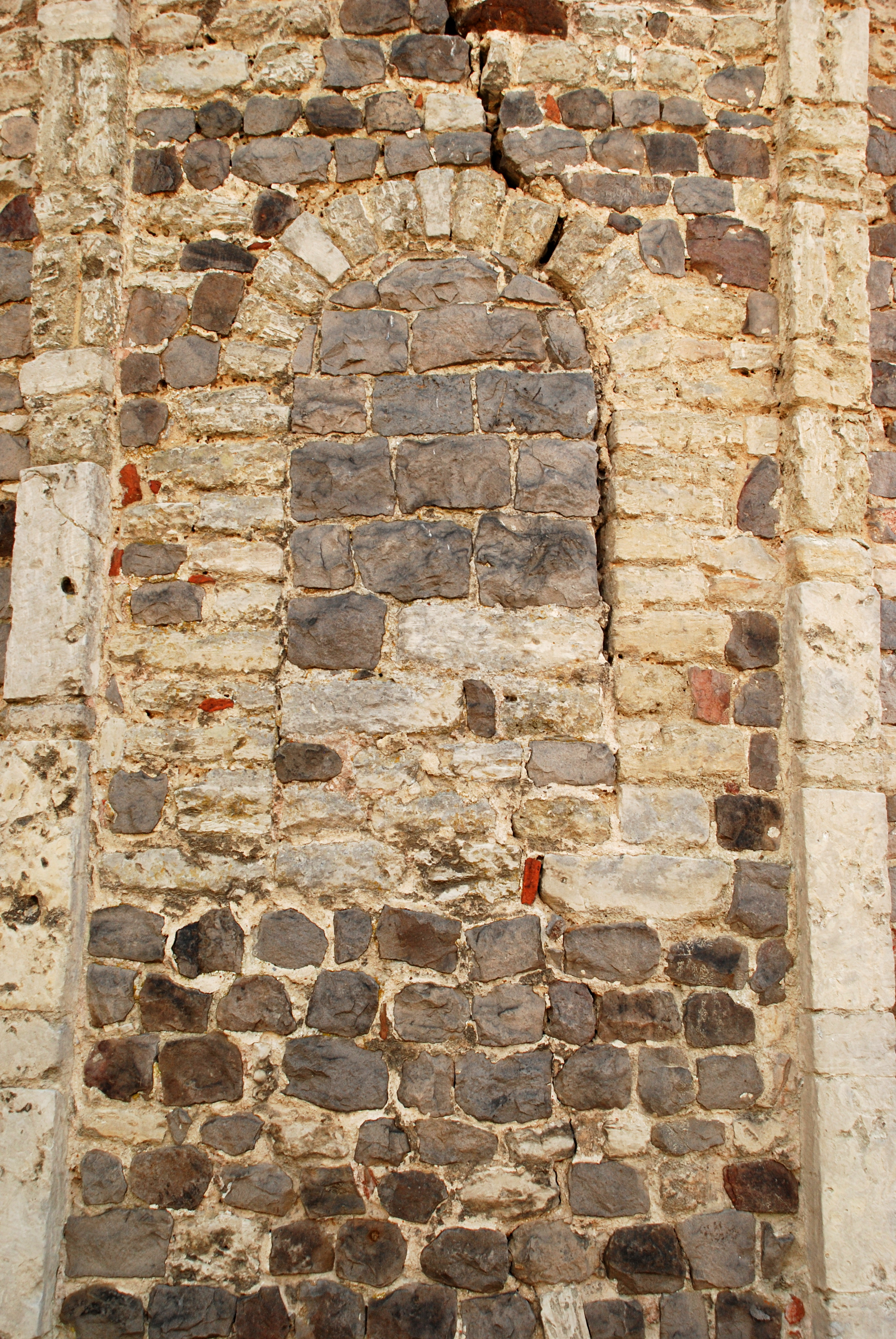
Fenêtre axiale murée.
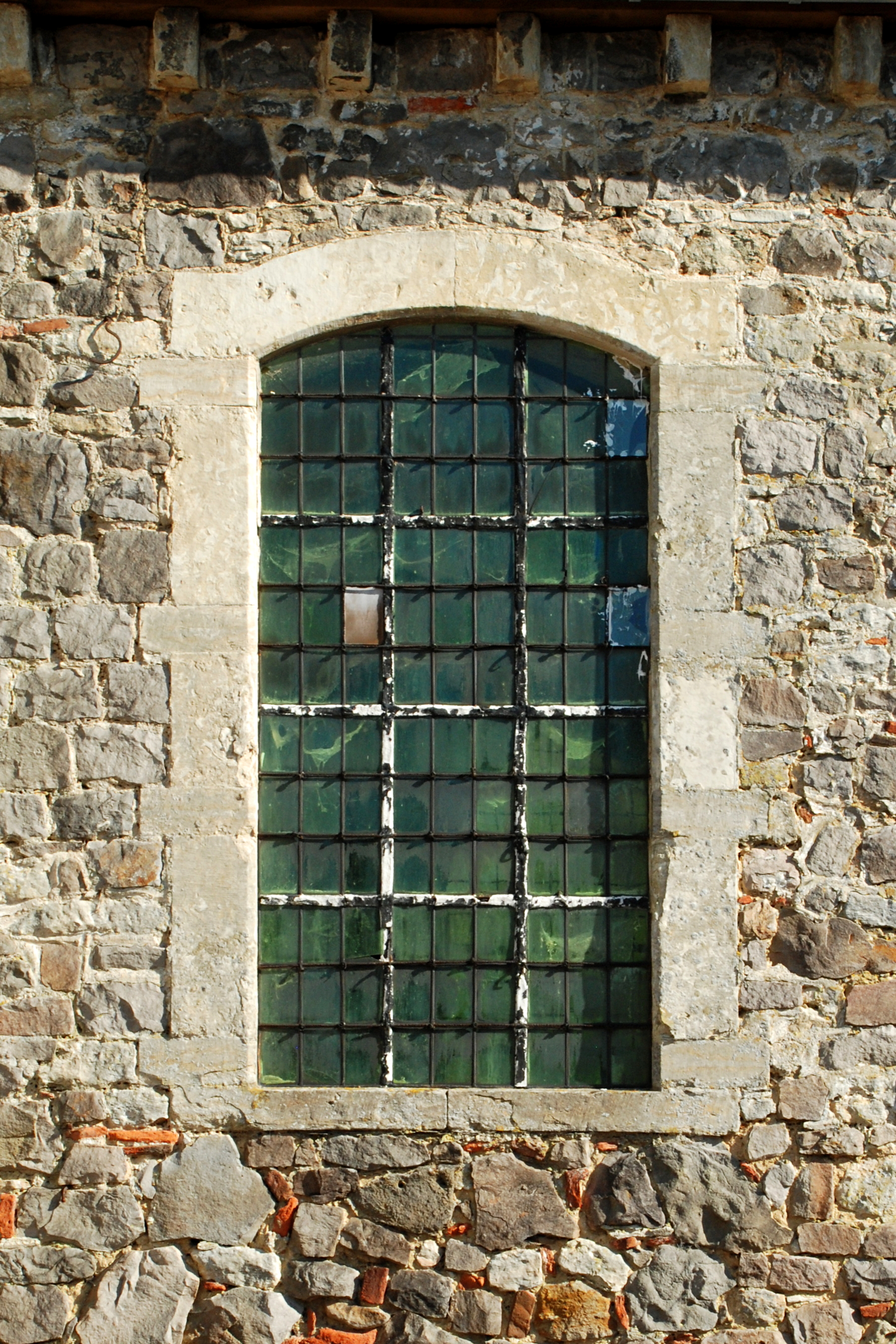
Fenêtre classique de la nef.

### Architecture intérieure et mobilier

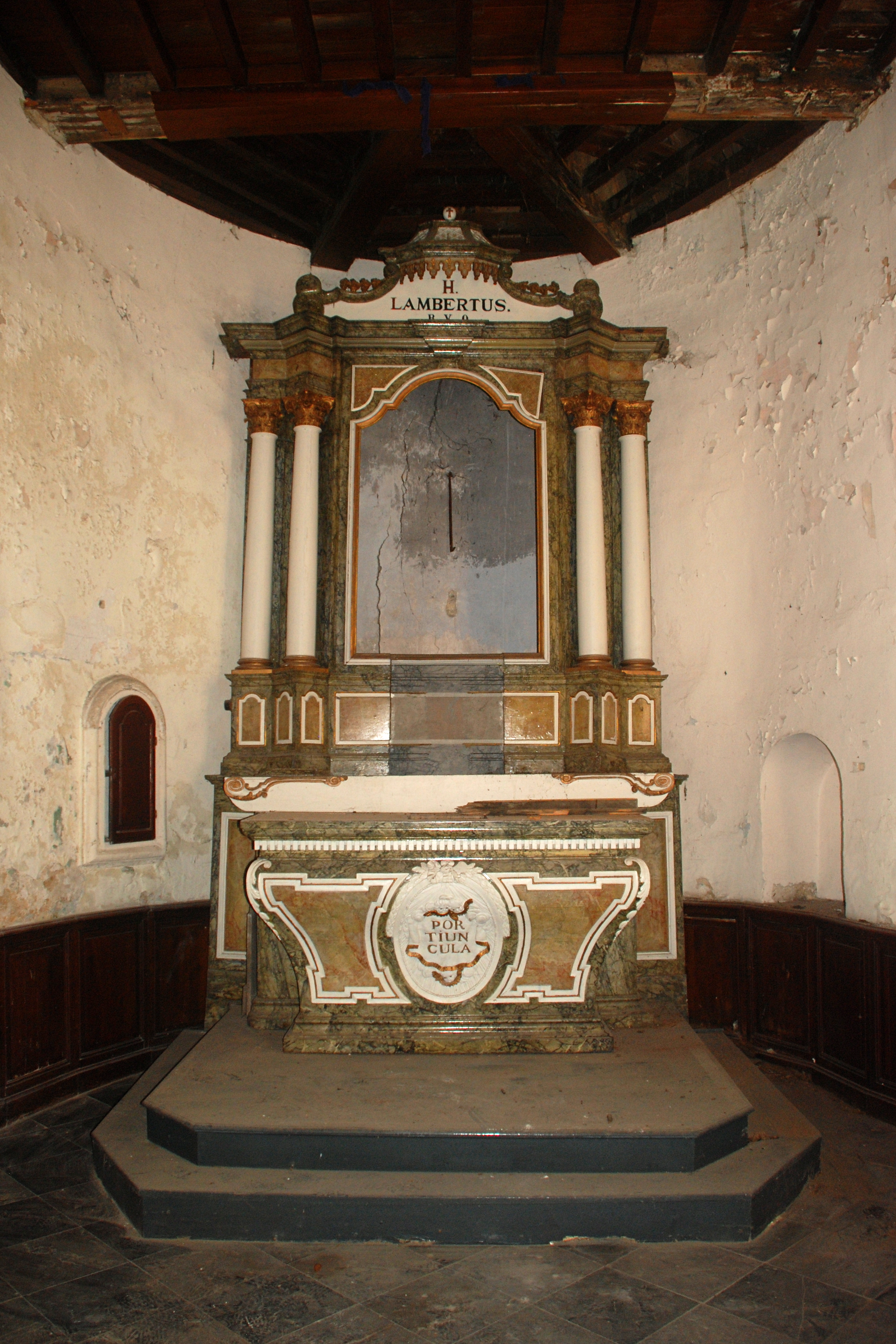
Le maître-autel (pendant les travaux de 2015).

L'intérieur, de petites dimensions, est peint en blanc et couvert d'un plafond en bois.
La nef présente une petite fenêtre murée au sud et une porte romane murée au sud,.
Le maître-autel, de style classique, est orné d'un tableau figurant saint Lambert (v. 1600),, flanqué de quatre colonnes aux chapiteaux composites dorés supportant un entablement et un fronton affichant le nom du saint patron et orné de lambrequins.
Les autels latéraux, situés dans la nef, sont quant à eux de style Louis XV et datés de la seconde moitié du XVIIIe siècle,.  Ils abritent l'un une statue de la Vierge et l'autre une statue de saint Bernard (dernier quart du XVIe siècle).
L'église Saint-Lambert abrite un orgue réalisé vers 1850 par le facteur d'orgue P.A. Van Dinter, qui avait son atelier à Tirlemont de 1847 à 1857. Cet orgue a été restauré en 1990,.